# Chỉ số Coliform
Chỉ số coliform là một đánh giá về độ tinh khiết của nước dựa trên số lượng vi khuẩn tồn tại trong phân. Đây là một trong nhiều thử nghiệm được thực hiện để đảm bảo đủ chất lượng nước. Vi khuẩn Coliform là các vi sinh vật có nguồn gốc chủ yếu trong ruột của động vật máu nóng. Bằng cách thử nghiệm coliforms, đặc biệt là Escherichia coli (E. coli) nổi tiếng, là một coliform chịu nhiệt, người ta có thể xác định xem nước có thể bị nhiễm phân hay không; cho dù nó đã tiếp xúc với phân người hay động vật. Điều quan trọng là phải hiểu rõ điều này bởi vì nhiều sinh vật gây bệnh được chuyển từ phân người và động vật sang nước, từ đó chúng có thể bị con người nuốt phải và lây nhiễm cho họ. Nước đã bị ô nhiễm bởi phân thường chứa vi khuẩn gây bệnh, có thể gây bệnh. Một số loại coliform gây bệnh, nhưng chỉ số coliform chủ yếu được sử dụng để đánh giá xem các loại vi khuẩn gây bệnh khác có khả năng có trong nước hay không.
Chỉ số coliform được sử dụng vì khó kiểm tra trực tiếp vi khuẩn gây bệnh. Có nhiều loại vi khuẩn gây bệnh khác nhau và chúng thường xuất hiện với số lượng thấp mà không phải lúc nào cũng xuất hiện trong các xét nghiệm. Coliforms dung nạp nhiệt hiện diện với số lượng cao hơn các loại vi khuẩn gây bệnh riêng lẻ và chúng có thể được kiểm tra tương đối dễ dàng.
Tuy nhiên, chỉ số coliform là không hoàn hảo. Coliforms nhiệt có thể tự tồn tại trong nước, đặc biệt là ở các vùng nhiệt đới, vì vậy chúng không phải lúc nào cũng chỉ ra sự ô nhiễm phân. Hơn nữa, chúng không đưa ra một dấu hiệu tốt về việc có bao nhiêu vi khuẩn gây bệnh có trong nước và chúng không biết liệu có loại virut gây bệnh hoặc động vật nguyên sinh nào gây bệnh và hiếm khi được xét nghiệm hay không. Do đó, không phải lúc nào cũng cho kết quả chính xác hoặc hữu ích liên quan đến độ tinh khiết của nước.